# Jerry Dodgion
Jerry Dodgion (29. srpna 1932 – 17. února 2023) byl americký jazzový saxofonista a flétnista. Svou kariéru zahájil hraním v lokálních klubech v okolí San Francisca během padesátých let. V letech 1953 až 1955 hrál s Geraldem Wilsonem, později s Bennym Carterem a v letech 1958 až 1961 s Red Norvem. V letech 1965 až 1979 byl členem orchestru Thada Jonese a Mela Lewise. Během většiny své kariéry nahrával jako sideman; v roce 2004 vydal své první album jako leader nazvané Joy of Sax. Během své kariéry spolupracoval s mnoha dalšími hudebníky, mezi které patří například Herbie Hancock, Lalo Schifrin, Yusef Lateef, Shirley Scott nebo Oliver Nelson.